# Square Jules Hiernaux
Pour les articles homonymes, voir Jules Hiernaux et Hiernaux.
Le square Jules Hiernaux est une place de Charleroi.

## Toponymie
Ce rond-point doit son nom à Jules Hiernaux, assassiné par les rexistes en juillet 1944. Il est couramment nommé « rond-point du Marsupilami », du nom de la statue installée en son centre.

## Histoire

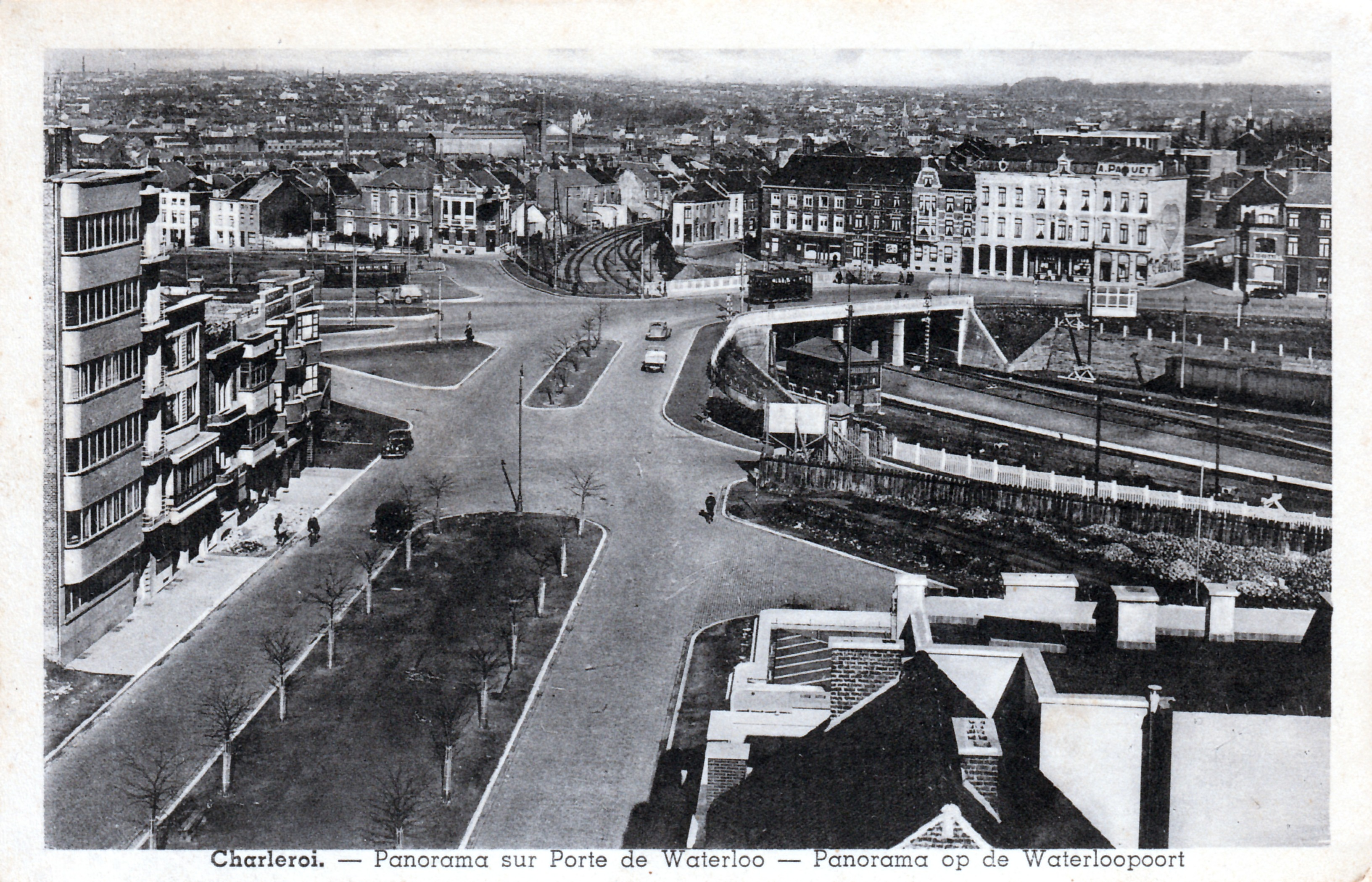
Porte de Waterloo en 1939 vue depuis l'immeuble Moreau

## Images

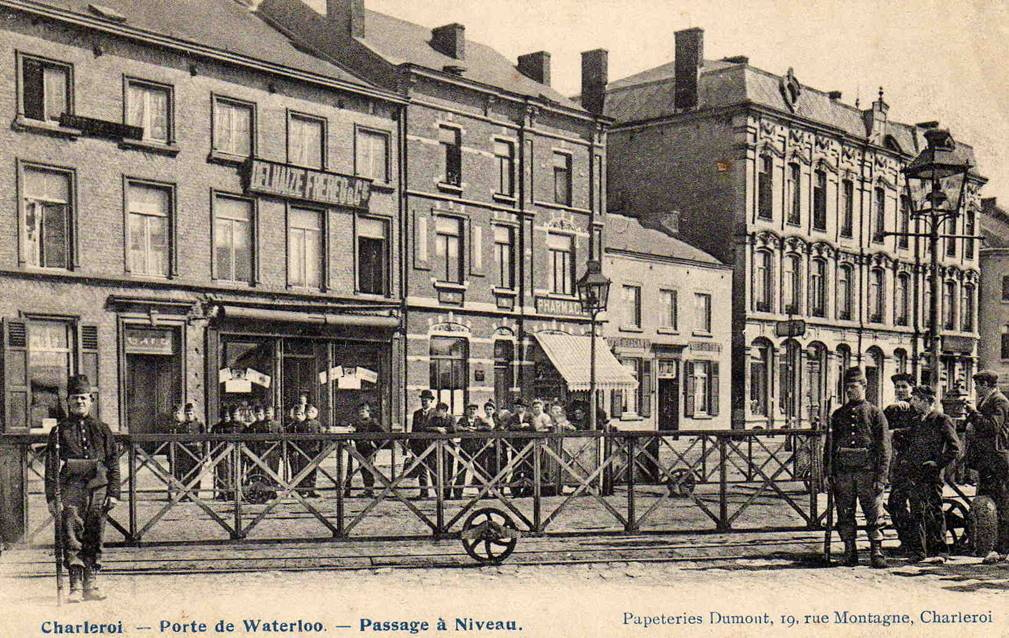
Porte de Waterloo, futur square Jules Hiernaux au début du XXe siècle
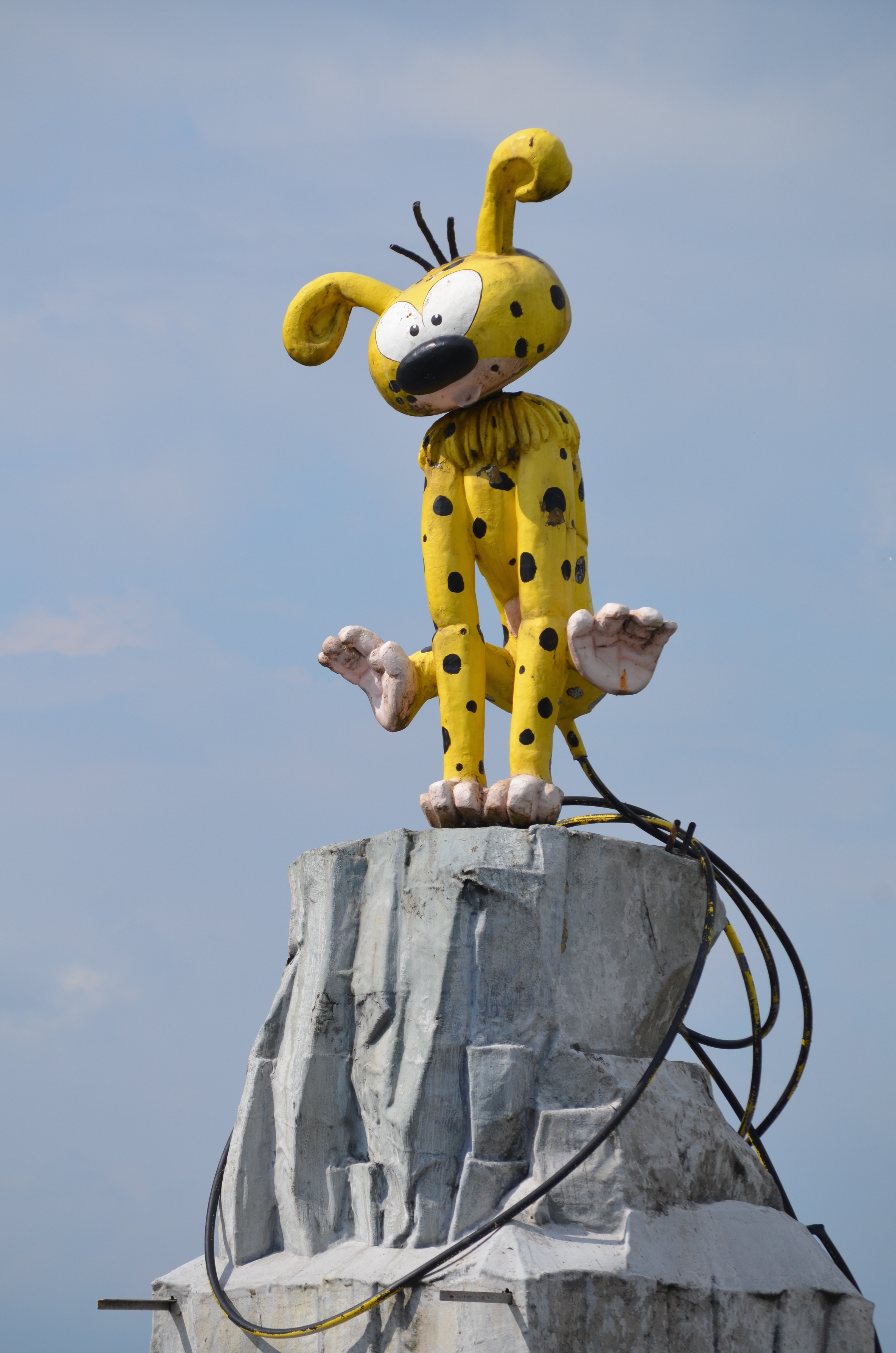
Statue du Marsupilami d’après l’œuvre d'André Franquin installée au centre du square.